# 呉彦晟
呉彦晟（ご げんせい、1984年5月3日 - ）は、中国のサッカー選手である。ポジションはゴールキーパー。現在は中国サッカー・スーパーリーグの上海申鑫FCに所属している。

## プロキャリア
2001年、上海中遠は呉彦晟が所属していた上海万申ユースチームを買収した。
2004年、呉彦晟は上海国際のトップチームのメンバー入りを果たした。
2005年9月7日、彼は2005年中国サッカー協会杯準々決勝第2戦のアウェー戦で山東魯能泰山と対戦し、正GKの張晨が突然の病気で欠場したため、出場機会を得てプロデビューを果たした。
11月5日には、リーグ最終節の上海国際対重慶力帆戦（1-3）で先発出場し、初めて中国スーパーリーグ（中超）に出場した。
2006年、呉彦晟はチームとともに陝西へ移転した。
2007年、正GKの張晨が上海申花へ移籍した後、呉彦晟は徐々に正GKの座を確立した。
2008年には、一時リーグ最少失点の記録を保持し、安定したパフォーマンスで陝西滻灞をシーズン前半戦の首位へと導いた。
しかし、2010年に朱広滬とコサノビッチが相次いでチームの監督に就任すると、呉彦晟は次第に主力メンバーから外れるようになった。
2011年シーズンは、試合出場の機会が全くなく、自宅で過ごすことを余儀なくされた。
2012年、呉彦晟は上海申鑫に加入した。

## 参考資料
1. ↑  “2004中超联赛上海国际队参赛球员名单一览表”. 2014年2月2日時点のオリジナルよりアーカイブ。2014年1月24日閲覧。
2. ↑  “吴彦晟首演赢得喝彩 年轻小将将为国际大门增添保障”. 2014年2月2日時点のオリジナルよりアーカイブ。2014年1月24日閲覧。
3. ↑  “副班长重庆力帆以胜利收官 主场力克上海国际”. 2014年2月2日時点のオリジナルよりアーカイブ。2014年1月24日閲覧。
4. ↑  “昔日陕足门神加盟衡源 08半程冠军阵容上海重组”. 2014年2月2日時点のオリジナルよりアーカイブ。2014年1月24日閲覧。